# Verrasztó Zoltán
Verrasztó Zoltán (Budapest, 1956. március 15. –) magyar hát- és vegyes úszó, világ- és Európa-bajnok, valamint olimpiai ezüst- és bronzérmes úszó.

## Sportpályafutása
Két érmet nyert Moszkvában, a csonka nyári olimpiai játékokon (ezüstöt 200 m háton, bronzot 400 méter egyéni vegyesben). Az 1970-es években kétszer (1973, 1975) lett világbajnok 200 m háton.
Elvált, testvére Verrasztó Gabriella, gyermekei, Verrasztó Evelyn és Verrasztó Dávid válogatott úszók.

### Sportvezetőként
2001-től a Jövő SC - FCSM elnöke.

## Orvosként
1987-től Flór Ferenc Kórház sebésze, később főorvosa. 2010-től a hatvani Albert Schweitzer Kórház főorvosa.

## Díjai, elismerései
- A Magyar Köztársasági Érdemrend tisztikeresztje (2006)
- A magyar úszósport halhatatlanja (2015)[2]